# Iver-hallen
Iver-hallen är en ishall i Motala, intill bandyanläggningen LMT Arena (Motala isstadion). Publikkapaciteten är cirka 1 500 åskådarplatser. Motala AIF Hockey spelar sina hemmamatcher här. Hallen används främst för ishockey och allmänhetens åkning.
Ishallen byggdes 1996 och invigdes den 14 september 1996 med en jippomatch mellan Motala AIF:s A-lag och Gamla Tre Kronor. Matchen drog 1 200 åskådare och slutade 9–9. Hallen har genom åren haft många olika namn till följd av sponsorbyten. Från 1996 till 2009 hette den Electroluxhallen, från 2009 till 2011 Platenhallen och från 2011 till 2019 Exeohallen.